# Abū Ţavayoj
Abū Ţavayoj (persiska: ابو طویج) är en ort i Iran.   Den ligger i provinsen Khuzestan, i den centrala delen av landet, 600 km söder om huvudstaden Teheran. Abū Ţavayoj ligger 29 meter över havet och antalet invånare är 136.
Terrängen runt Abū Ţavayoj är mycket platt.Runt Abū Ţavayoj är det ganska tätbefolkat, med 58 invånare per kvadratkilometer. Närmaste större samhälle är Rāmshīr, 3,7 km söder om Abū Ţavayoj. Trakten runt Abū Ţavayoj är ofruktbar med lite eller ingen växtlighet.